# Islas Lingga
Las islas Lingga o archipiélago de Lingga (en indonesio, Kepulauan Lingga) son un grupo de islas de Indonesia pertenecientes a la provincia de las Islas Riau, situadas frente a la costa de Sumatra y al sur de Singapur, localizadas a ambos lados del Ecuador. 

## Geografía
Las islas Lingga están al sur del poblado archipiélago de Riau, conocido por la industrial isla de Batam y la frecuentada y turística isla de Bintan. Las islas Lingga son poco frecuentadas debido al poco frecuente transporte local. El ecuador atraviesa el extremo norte de la isla de Lingga, la isla principal y que da nombre a todo el archipiélago. 

### Islas
Por tamaño y población, las islas más importantes en el archipiélago son Lingga y Singkep, seguidas a continuación por Sebangka y Bakung, situadas en la parte norte del grupo. 
- Lingga (889 km²),  con la isla menor de Alut.
- Selayar  de las Islas Riau, entre Lingga y Singkep.
- Singkep (757 km²), con las pequeñas islas de Posik hacia el oeste, Serak al SW y Lalang al sur.
- Sebangka y Bakung, al NW de Lingga, con la ciudad de Limas, y los islotes de Senayang, Kapas, Kentar, Mowang.
- Lobam y Cempah, al oeste de Sebangka.
- Temiang y Mesawak, en el norte.

## Historia
Fue en Lingga donde el sultán Mahmud de Johor terminó sus días. Había huido con su corte en el siglo XIX, después de que las represalias neerlandesas  contra un ataque de los piratas del que había sido el instigador. Todavía se encuentran vestigios de esa época. 
A los pies del monte Daik se encuentran las tumbas de cinco de los seis sultanes de Riau-Lingga. El último sultán, Abdul Rahman, que vivía en Lingga, fue obligado a abdicar por los neerlandeses en 1911 y murió en Singapur en 1930. Un pequeño sendero conduce a su palacio, construido totalmente en madera y del que no quedan sino los cimientos de piedra y las elegantes escaleras circulares. 
No lejos, se encuentran los restos de Fort Cening Bukit, que domina el mar con sus cañones, que siempre parecen alineados esperando un ataque. 
En la entrada de la mezquita real de Lingga se encuentra un gran tambor que data del siglo XIX. El hermoso minbar (púlpito) tallado en madera fue realizado por el mismo artesano que Penyengat. Se cuenta que fue asesinado después de terminar su trabajo, de modo que ningún otro rey pudiera tener otro tan bello. Detrás de la mezquita está la tumba del sultán Mahmud.

## Cultura
El nombre Lingga proviene de la forma de falo —linga en sánscrito (el idioma de los textos sagrados de la India, al que el malayo ha prestado mucho)— del monte Daik (1 163 m), inmortalizado por los poetas malayos como un símbolo de longevidad. 
Las islas Riau se consideran la cuna de la literatura malaya. Raja Ali Hajii y su padre, Raja Haji Ahmad, fueron los autores de Tuhfat al-Nafis (El precioso regalo). 
La población de Lingga se compone de malayos, bugis y chinos (principalmente hakka, teochew y hokkien). 

## Economía, turismo y transporte

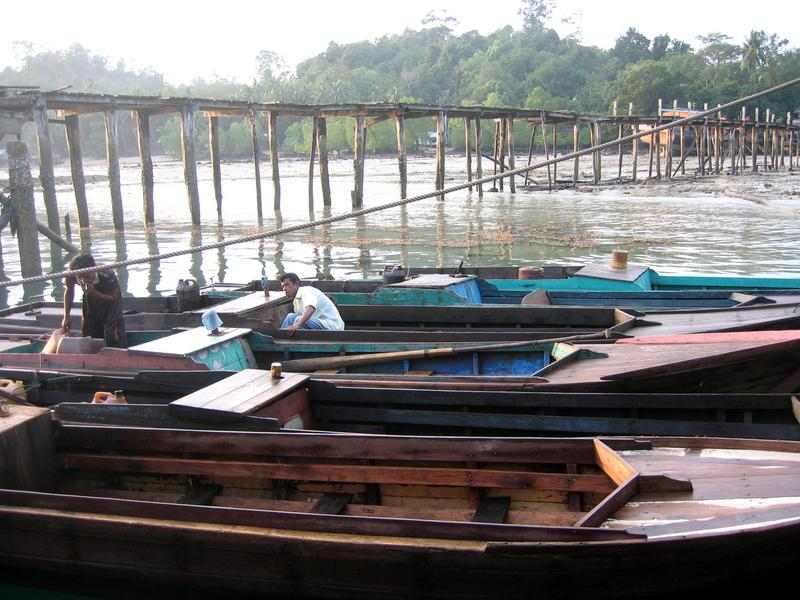
Puerto de Jago, en la costa norte de Singkep, muy cerca de la isla de Lingga.

La pesca es la actividad principal de los habitantes de Lingga. Hay muchas playas hermosas de coral, pero hay muy poco turismo a causa de los escasos transportes con el mundo exterior. 
Un ferry diario conecta las islas Lingga con Tanjung Pinang, en la isla de Bintan, la capital de la provincia. Hay más servicios de ferris que conectan con Singapor. Para explorar la isla, la forma más conveniente es alquilar un ojek (mototaxi), cuyo conductor puede hacer de guía.
- En Singkep hay dos puertos: uno en Dabo, cerca de Dabosingkep, y otro en Jago, cerca de Sungaibuluh. El servicio al puerto de Muntok en la isla de Bangka de Sumatera Selatan dejó de funcionar regularmente con la desaparición de la industria de la minería del estaño. Sin embargo, un transbordador de alta velocidad sigue conectando Tanjung Pinang con Singkep, desde donde barcos locales pueden ser fletados para Lingga.

- En Lingga, Daik es la ciudad y puerto principal. Se puede llegar en un día desde Singapur, haciendo transbordo en Tanjung Pinang.